# ۱-هگزانول
۱-هگزانول (به انگلیسی: 1-Hexanol) یک ترکیب شیمیایی با شناسه پاب‌کم ۸۱۰۳ است. 